# Sanzigen
Sanzigen Inc. (Nhật: 株式会社サンジゲン Hepburn: Kabushiki-gaisha Sanjigen) là một hãng phim và công ty chuyên sản xuất phim hoạt hình CGI. Tên của Sanzigen lấy từ "sanjigen" (三次元 (tam thứ nguyên)  ba chiều) trong tiếng Nhật.

## Lich sử
Sanzigen được thành lập vào năm 2003 bởi Matsuura Hiroaki sau thời gian ông rời Gonzo. Bên cạnh đó, cũng có những người tham gia thành lập công ty đều là đồng nghiệp của Matsuura, gồm có Suzuki Daisuke, Adachi Hiroshi, Nagura Shunsake và Shiga Kentaro.
Tháng 8 năm 2011, Sanzigen và hai xưởng phim khác là Ordet, Trigger cùng gia nhập công ty liên doanh Ultra Super Pictures.
Vào năm 2012, Sanzigen hợp tác cùng Ordet để sản xuất loạt anime truyền hình đầu tay, Black★Rock Shooter. Trong cùng năm đó, công ty chiến thắng hạng mục "Special Award" của giải Kobe Animation Award lần thứ 17.
Tháng 12 năm 2019, Bushiroad thông báo công ty đã mua lại 8.2% cổ phần của Sanzigen như một phần trong "mối quan hệ đối tác quan trọng" với mục tiêu "sản xuất anime chất lượng cao", để lại 75.4% cổ phần cho Ultra Super Pictures trong khi chủ tịch Sanzigen, Matsuura Hiroaki sở hữu khoảng 16.4%.
Vào tháng 2 năm 2020, Sanzigen bắt tay cùng Millepensee để thành lập một xưởng phim mới tên là IXIXI. Xưởng phim này sẽ tập trung vào 3DCG và kỹ thuật điện ảnh.

## Tác phẩm

### Anime truyền hình
| Năm            | Tựa đề                                                                          | Ngày phát sóng | Ngày phát sóng    | Đạo diễn                                        | Số tập | Ghi chú |
| Năm            | Tựa đề                                                                          | Bắt đầu        | Kết thúc          | Đạo diễn                                        | Số tập | Ghi chú |
| -------------- | ------------------------------------------------------------------------------- | -------------- | ----------------- | ----------------------------------------------- | ------ | --- |
| 2012           | Black★Rock Shooter                                                              | 2 tháng 2      | 22 tháng 3        | Yoshioka Shinobu                                | 8      | Hợp tác sản xuất với Ordet. |
| 2012           | Wooser no sono higurashi                                                        | 2 tháng 10     | 18 tháng 12       | Yamada Toyonori                                 | 13     | Chuyển thể từ manga một khung tranh do Usa Yoshiki vẽ dựa theo câu chuyện của Fujinoki Tomoko.                                                              |
| 2013           | Arpeggio of Blue Steel -Ars Nova-                                               | 1 tháng 10     | 24 tháng 12       | Kishi Seiji                                     | 12     | Chuyển thể từ bộ manga cùng tên của Ark Performance. |
| 2013           | Miss Monochrome -The Animation-                                                 | 8 tháng 10     | 24 tháng 12       | Iwasaki Yoshiaki                                | 12     | Dựa trên một nhân vật hư cấu tạo bởi Horie Yui. Hợp tác sản xuất với Liden Films.                                                                           |
| 2014           | Wooser no sono higurashi: Kakusei-hen                                           | 7 tháng 1      | 25 tháng 3        | Seto Kenji                                      | 12     | Mùa thứ hai của Wooser no sono higurashi. Hợp tác sản xuất với Liden Films.                                                                                 |
| 2015           | Arslan Senki                                                                    | 5 tháng 4      | 27 tháng 9        | Abe Noriyuki                                    | 25     | Chuyển thể từ bộ manga của tác giả Arakawa Hiromu. Hợp tác sản xuất với Liden Films.                                                                        |
| 2015           | Miss Monochrome -The Animation- 2                                               | 3 tháng 7      | 25 tháng 9        | Iwasaki Yoshiaki                                | 13     | Mùa thứ hai của Miss Monochrome. Hợp tác sản xuất với Liden Films.                                                                                          |
| 2015           | Wooser no sono higurashi: Mugen-hen                                             | 3 tháng 7      | 25 tháng 9        | Mizushima Seiji                                 | 13     | Mùa thứ ba của Wooser no sono higurashi. Hợp tác sản xuất với Liden Films.                                                                                  |
| 2015           | Miss Monochrome -The Animation- 3                                               | 2 tháng 10     | 25 tháng 12       | Iwasaki Yoshiaki                                | 13     | Mùa thứ ba của Miss Monochrome. Hợp tác sản xuất với Liden Films.                                                                                           |
| 2016           | Bubuki Buranki                                                                  | 9 tháng 1      | 26 tháng 3        | Komatsuda Daizen                                | 12     | Tác phẩm gốc kỉ niệm 10 năm thành lập Sanzigen. |
| 2016           | Bubuki Buranki: Hoshi no kyojin                                                 | 1 tháng 10     | 17 tháng 12       | Komatsuda Daizen                                | 12     | Phần tiếp theo của Bubuki Buranki. |
| 2017           | ID-0                                                                            | 4 tháng 9      | 25 tháng 6        | Taniguchi Goro                                  | 12     | Tác phẩm gốc. |
| 2018           | BanG Dream! Girls Band Party! ☆ Pico                                            | 5 tháng 7      | 29 tháng 10, 2020 | Miyajima Seiya                                  | 52     | Spin-off của BanG Dream!. Hợp tác sản xuất với DMM.futureworks. Mùa thứ hai, BanG Dream! Girls Band Party! ☆ Pico - Ohmori, phát sóng vào tháng 5 năm 2020. |
| 2019           | BanG Dream! (mùa 2)                                                             | 3 tháng 1      | 28 tháng 3        | Kakimoto Koudai                                 | 13     | Dựa trên dự án âm nhạc cùng tên của Bushiroad. Tiếp tục câu chuyện từ mùa đầu tiên của BanG Dream!, trước đó do Issen và Xebec sản xuất.                    |
| 2020           | BanG Dream! (mùa 3)                                                             | 23 tháng 1     | 23 tháng 4        | Kakimoto Koudai                                 | 13     | Mùa thứ ba của BanG Dream!. |
| 2020           | Shin Sakura Wars the Animation                                                  | 3 tháng 4      | 19 tháng 6        | Ono Manabu                                      | 12     | Dựa trên trò chơi điện tử Sakura Wars của Sega. |
| 2020           | Argonavis from BanG Dream!                                                      | 11 tháng 4     | 4 tháng 7         | Nishikiori Hiroshi                              | 13     | Thuộc một phần của dự án From Argonavis. |
| 2020           | D4DJ First Mix                                                                  | 30 tháng 10    | 29 tháng 1, 2021  | Mizushima Seiji                                 | 13     | Dựa trên một dự án đa phương tiện của Bushiroad. |
| 2021           | D_Cide Traumerei the Animation                                                  | 10 tháng 7     | 2 tháng 10        | Kon Yoshikazu                                   | 13     | Dựa trên dự án đa phương tiện cùng tên do Sumzap, Drecom và Bushiroad đồng sáng tạo.                                                                        |
| 2022           | BanG Dream! Girls Band Party! 5th Anniversary Animation -CiRCLE THANKS PARTY！- | 10 tháng 3     | 17 tháng 3        | Kakimoto Koudai (tổng đạo diễn), Hiroshi Morita | 2      | Anime kỉ niệm 5 năm phát hành trò chơi BanG Dream! Girls Band Party!.                                                                                       |
| 2022           | BanG Dream! Morfonication                                                       | 28 tháng 7     | 29 tháng 7        | Kakimoto Koudai (tổng đạo diễn), Uemetsu Tomomi | 2      | Tập đặc biệt của BanG Dream!, tập trung vào nhóm nhạc Morfonica.                                                                                            |
| 2022           | D4DJ Double Mix                                                                 | 19 tháng 8     | 19 tháng 8        | Suzuki Daisuke                                  | 1      | Tập đặc biệt của anime truyền hình D4DJ. |
| 2023           | D4DJ All Mix                                                                    | 13 tháng 1     | 31 tháng 3        | Mizushima Seiji (tổng), Suzuki Daisuke          | 12     | Mùa thứ hai của anime D4DJ. |
| 2023           | BanG Dream! It's MyGo!!!!!                                                      | 29 tháng 6     | 14 tháng 9        | Kakimoto Koudai                                 | 13     | Anime mới của BanG Dream!. |
| 2025           | Guilty Gear Strive: Dual Rulers                                                 |                |                   | Morikawa Shigeru                                |        | Dựa trên trò chơi điện tử đối kháng Guilty Gear Strive. |
| Chưa thông báo | Niwatori Fighter                                                                |                |                   | Suzuki Daisuke                                  |        | Dựa theo manga của Sakuratani Shū. |

### Phim anime chiếu rạp
| Tựa đề                                        | Đạo diễn                               | Ngày công chiếu   | Ghi chú | Nguồn  |
| --------------------------------------------- | -------------------------------------- | ----------------- | --- | ------ |
| 009 Re:Cyborg                                 | Kamiyama Kenji                         | 27 tháng 10, 2012 | Chuyển thể từ bộ manga Cyborg 009 của tác giả Ishinomori Shōtarō. Hợp tác sản xuất cùng với Production I.G.                               | [ 36 ] |
| Shin Gekijōban Initial D - Legend 1: Kakusei  | Hidaka Masamitsu                       | 28 tháng 4, 2014  | Dựa trên manga Initial D của Shigeno Shuichi Hợp tác sản xuất với Liden Films.                                                            | [ 37 ] |
| Aoki Hagane no Arpeggio: Ars Nova DC          | Kishi Seiji                            | 31 tháng 1, 2015  | Chuyển thể từ manga Aoki Hagane no Arpeggio của Ark Performance. Tóm tắt lại nội dung của bản anime truyền hình với một số tình tiết mới. | [ 38 ] |
| Shin Gekijōban Initial D - Legend 2: Tousou   | Hidaka Masamitsu (tổng) Naka Tomohito  | 23 tháng 5, 2015  | Phần tiếp theo của Legend 1: Kakusei. Hợp tác sản xuất với Liden Films.                                                                   | [ 39 ] |
| Aoki Hagane no Arpeggio: Ars Nova Cadenza     | Kishi Seiji                            | 31 tháng 1, 2015  | Tiếp tục câu chuyện của Ars Nova DC. | [ 40 ] |
| Shin Gekijōban Initial D - Legend 3: Mugen    | Hidaka Masamitsu (tổng) Naka Tomohito  | 6 tháng 2, 2016   | Phần tiếp theo của Legend 2: Tousou. Hợp tác sản xuất với Liden Films.                                                                    | [ 41 ] |
| Promare                                       | Imaishi Hiroyuki                       | 24 tháng 5, 2019  | Tác phẩm gốc. Phụ trách sản xuất phần CGI, Trigger vẽ hoạt họa.                                                                           | [ 42 ] |
| BanG Dream! FILM LIVE                         | Umezu Tomomi                           | 13 tháng 9, 2019  | Dựa trên dự án âm nhạc BanG Dream! của Bushiroad.                                                                                         | [ 24 ] |
| BanG Dream! Episode of Roselia I: Yakusoku    | Kakimoto Koudai (tổng) Mimura Atsushi  | 23 tháng 4, 2021  | [ 43 ] |        |
| BanG Dream! Episode of Roselia II: Song I am. | Kakimoto Koudai (tổng) Mimura Atsushi  | 25 tháng 6, 2021  | [ 44 ] |        |
| BanG Dream! FILM LIVE 2nd Stage               | Umetsu Tomomi                          | 20 tháng 8, 2021  | Phần tiếp theo của BanG Dream! FILM LIVE.                                                                                                 | [ 45 ] |
| Gekijōban Argonavis: Ryūsei no Obligato       | Morikawa Shigeru                       | 19 tháng 11, 2021 | Tóm tắt nội dung của anime truyền hình Argonavis from BanG Dream!.                                                                        | [ 46 ] |
| BanG Dream! Poppin' Dream!                    | Kakimoto Koudai (tổng) Uetaka Masanori | 1 tháng 1, 2022   | Phim mới của BanG Dream!. | [ 47 ] |
| Gekijō-ban Argonavis AXIA                     | Morikawa Shigeru                       | 24 tháng 3, 2023  | Dựa trên dự án âm nhạc from Argonavis của Bushiroad.                                                                                      | [ 48 ] |

### ONA
- Monster Strike (mùa 2) (2017, hợp tác sản xuất với XFlag)
- Itazura majo to nemuranai machi (2017, hợp sản xuất với XFlag)

### Trò chơi điện tử
- Sigma Harmonics (2008)[49]
- Quiz Magic Academy (2008)[49]
- Mobile Suit Gundam 00: Gundam Meisters (2008)[49]
- Fire Emblem: Three Houses (2019) – sản xuất đoạn cắt cảnh (cutscene) CGI[50]
- Shin Sakura Wars (2019) – sản xuất đoạn cắt cảnh CGI[51]